# Irwin Lachman

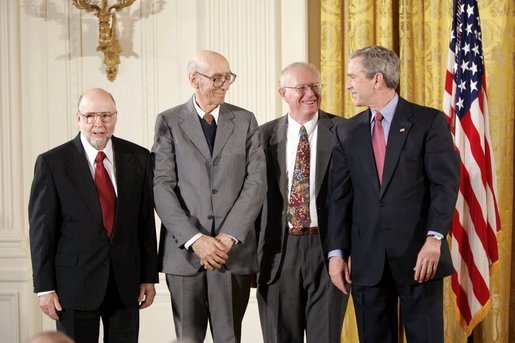
US-Präsident George W. Bush (ganz rechts) bei der Verleihung der National Medal of Technology and Innovation an Ronald M. Lewis, Irwin Lachman und Rodney Bagley (v. l. n. r.)

Irwin M. Lachman (* 2. August 1930 in Brooklyn, New York City; † 18. April 2025 in Williamstown, Massachusetts) war ein US-amerikanischer Ingenieur. Er ist Miterfinder des keramischen Substrats für den Drei-Wege-Katalysator.

## Leben
Lachman wuchs in Roosevelt, New Jersey, auf. Er besuchte die öffentliche Upper Freehold Township High School. Er erwarb 1952 an der Rutgers University einen B.S. in Keramiktechnik und 1953 und 1955 an der Ohio State University einen M.S. und einen Ph.D. in Keramiktechnik. Nach seinem Dienst in der United States Air Force arbeitete er für Thermo Materials, Inc. und Sandia National Laboratories, bevor er 1960 in die Keramikforschungsabteilung von Corning eintrat. Lachman ging 1994 in den Ruhestand und ging seinen künstlerischen Interessen nach, indem er Monodrucke anfertigte, die er in Galerien und auf Ausstellungen präsentierte.

## Werk

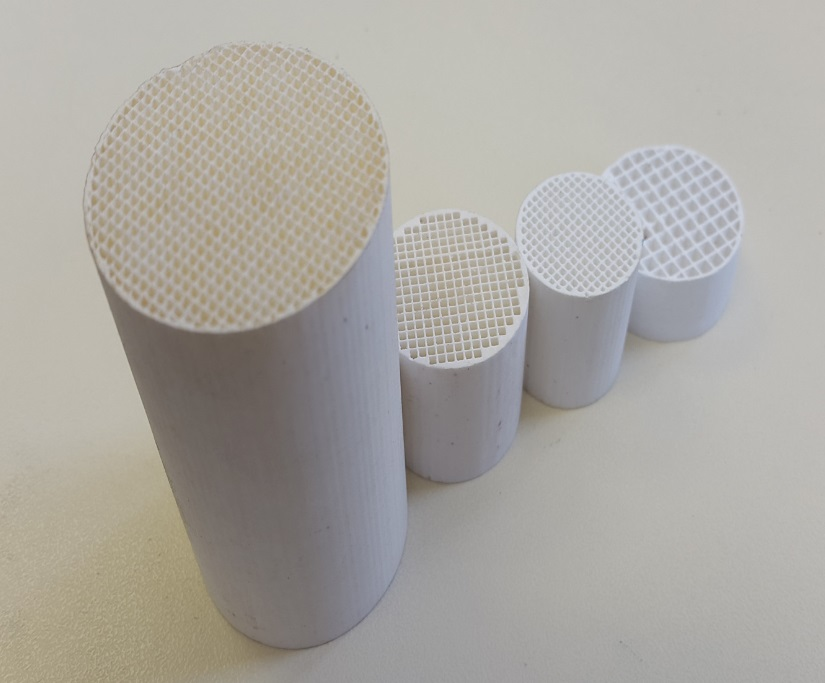
Keramische Substrate

In den frühen 1970er Jahren arbeiteten Lachman, Bagley und Lewis bei Corning Inc. in Corning, N.Y., zusammen und nutzten die Technologie der Zellkeramik, um die keramische Wabe zu entwickeln, die zum wesentlichen Kernstück von Katalysatoren wurde. Lachman und Lewis arbeiteten zwei Jahre lang an dem Projekt, um ein neues keramisches Material zu entwickeln, das alle geforderten Eigenschaften aufwies: hohe Temperaturbeständigkeit, geringe Wärmeausdehnung, niedrige Wärmeleitfähigkeit bei hohen Temperaturen, geringes Gewicht und kontrollierte Porosität. Das Team, zu dem auch Rodney Bagley gehörte, entwickelte den ersten preiswerten, serienmäßig herstellbaren Monolithen für Kraftfahrzeuge mit Verbrennungsmotoren. Lachman war der Miterfinder des keramischen Materials. Er erkannte, dass Cordierit ideal geeignet ist, um die Anforderungen an einen Träger für einen Abgaskatalysator zu erfüllen. Die Zusammensetzung, an der er arbeitete, bot eine bessere Beständigkeit gegen plötzliche und extreme Temperaturschwankungen. Lachmans grundlegende Keramiktechnologie verringert letztlich die in die Umwelt freigesetzten Schadstoffe. Ihre Arbeit war eine Reaktion auf den Clean Air Act (1970) und reduzierte die Schadstoffemissionen aus dem Verbrennungsprozess um 95 %.
Lachman wurde zusammen mit Bagley und Lewis 2002 in die National Inventors Hall of Fame aufgenommen und erhielt 2003 bei einer Zeremonie im Weißen Haus die National Medal of Technology and Innovation. Das Team gewann außerdem 1996 den Internationalen Keramikpreis der Academy for the Advanced Ceramics industry. Lachman war Inhaber von 47 US-Patenten und Autor zahlreicher technischer Abhandlungen.